# おお!キャロル
「おお!キャロル」（Oh!Carol）は、ニール・セダカが1959年に発表した楽曲。同年12月に全米9位を記録した。学生時代にガールフレンドだったキャロル・キングに捧げた曲である。

## アンサーソング
- キャロル・キング『Oh, Neil』1960年 夫のジェリー・ゴフィンが補作詞した替え歌。

## カバー
- かまやつヒロシ 1960年
- クック・ニック&チャッキー『僕の彼女は三つ年上』1970年 日本語詞阿久悠[3]
- チェッカーズ 1985年 映画『CHECKERS IN TAN TAN たぬき』で歌唱。同作のオリジナル・サウンドトラック盤に収録[4]。
- SΛKΛNΛ 『Oh! CAROL』 1991年 オートラマ『キャロル』CMソング[5]